# بنوت بالا
بنوت بالا، روستایی از توابع بخش چغامیش شهرستان دزفول در استان خوزستان ایران است.

## جمعیت
این روستا در دهستان چغامیش قرار دارد و بر اساس سرشماری مرکز آمار ایران در سال ۱۳۸۵، جمعیت آن ۱٬۰۱۶ نفر (۲۰۹خانوار) بوده‌است.

## مردم
مردم روستا لرزبان و از ایل بختیاری شاخه چهارلنگ می باشند.